# Municipio de Pin Oak
El municipio de Pin Oak (en inglés: Pin Oak Township) es un municipio ubicado en el condado de Madison en el estado estadounidense de Illinois. En el año 2010 tenía una población de 3916 habitantes y una densidad poblacional de 41,93 personas por km².

## Geografía
El municipio de Pin Oak se encuentra ubicado en las coordenadas 38°47′23″N 89°52′33″O / 38.78972, -89.87583. Según la Oficina del Censo de los Estados Unidos, el municipio tiene una superficie total de 93.38 km², de la cual 92.17 km² corresponden a tierra firme y (1.3%) 1.22 km² es agua.

## Demografía
Según el censo de 2010, había 3916 personas residiendo en el municipio de Pin Oak. La densidad de población era de 41,93 hab./km². De los 3916 habitantes, el municipio de Pin Oak estaba compuesto por el 95.68% blancos, el 2.07% eran afroamericanos, el 0.15% eran amerindios, el 0.59% eran asiáticos, el 0.03% eran isleños del Pacífico, el 0.08% eran de otras razas y el 1.4% pertenecían a dos o más razas. Del total de la población el 1.94% eran hispanos o latinos de cualquier raza.